# Mousquetaires de Paris (ELF)
Cet article concerne l'équipe professionnelle française de football américain évoluant en European League of Football. Pour l'équipe évoluant en ligue régionale française, voir Mousquetaires de Châtenay-Malabry.
Stade
Maillots
Saison en cours
Les Mousquetaires de Paris (Paris Musketeers en anglais) sont une franchise française de football américain basée en France à Paris.
Créée en 2023, son équipe participe depuis la saison 2023 à la compétition organisée par l'European League of Football.

## Histoire
En 2023, la European League of Football annonce une expansion dans quatre nouvelles villes, dont une basée à Paris,.
Le 22 janvier 2023, l'équipe se dote du nom de « Saints de Paris » (Paris Saints en anglais) ainsi que d'un logo.
L'équipe est gérée et propriété de la Société par actions simplifiée du même nom et basée à Rosny-sous-Bois, dans l'est de Paris. Le directeur général est Marc-Angelo Soumah ancien joueur dans la NFL et le premier président de la franchise est Frantzy Dorlean. Les autres parties prenantes sont Patrick Butler (vainqueur de la CFL Coupe Grey en CFL), Jason Johnson (en) et John McKeon. Le premier entraîneur de la franchise est Marc Mattioli (ancien coordinateur défensif des Commodores de Vanderbilt),.
Le 27 février 2023, la franchise annonce qu'elle change de nom et se rebaptise officiellement les « Mousquetaires de Paris » (Paris Musketeers en anglais).

### Saison 2023
Le premier camp de recrutement est organisé le 20 novembre 2022 avec environ 240 joueurs français et quelques joueurs étrangers. Une première sélection est dévoilée peu de temps après comprenant les joueurs français, Mamadou Sy et Mamadou Doumbouya, champions de France 2022 avec le Flash de La Courneuve. Le premier quarterback de l'équipe est Zach Edwards transféré des Dragons de Barcelone.
Le 13 mars 2023, l'équipe annonce qu'elle disputera ses six matchs à domicile de la saison 2023 au stade Jean-Bouin de Paris où évoluent également l'équipe de rugby du Stade Français.
Le premier match de l'histoire de la franchise a lieu le 3 juin 2023 au Südstadion de Zollstock, stade situé au sud de Cologne. Opposés aux Centurions de Cologne, les Mousquetaires remportent le match 24 à 17. Le 1er touchdown du match et de l'histoire de la franchise est inscrit par le wide receiver Florian Larose à la suite d'une réception d'un ballon lancé par le quarterback Zach Edwards. Le premier match à domicile se joue le 10 juin 2023. Les Mousquetaires perdent 20 à 29 contre le Surge de Stuttgart ce qui constitue la première défaite de leur histoire.
Le 27 août 2023, les Mousquetaires remportent leur match à domicile contre les Dragons de Barcelone sur le score de 50 à 9, ce qui constituait à l'époque la plus large victoire de leur histoire.
Leur 1re saison se termine le 3 septembre 2023 par une victoire à domicile 40 à 12 face aux Centurions de Cologne. À la suite de ce match, le directeur général de la franchise Marc-Angelo Soumah annonce vouloir conserver la quasi-totalité de l'effectif pour la saison 2024.
En terme d'affluence, l'assistance moyenne sur la saison 2023 a été de 3 867 spectateurs lors des matchs à domicile, la meilleure ayant été de 4 500 spectateurs,.
Troisièmes de la division Ouest, les Mousquetaires terminent la saison avec un bilan de 6 victoires et 6 défaites ce qui constitue le meilleur bilan des nouvelles franchises 2023. À l'issue de la saison et à la suite du vote des fans, plusieurs prix sont décernés aux joueurs tels que le trophée du MVP offensif décerné au quarterback Zach Edwards, celui du MVP défensif remis au linebacker Dauson Dales, celui du rookie offensif de l'année remis au wide receiver Florian Larose, celui du meilleur rookie défensif de l'année décerné au cornerback Wadjihe Said, celui du 'best drip remporté par le linebacker Digaan Gomis Katchanga et celui du favori des fans attribué au wide receiver Rémi Bertellin.[réf. nécessaire]

### Saison 2024
Pour la saison 2024, les Mousquetaires restent dans la conférence ouest en compagnie des Centurions de Cologne, du Galaxy de Francfort, des Sea Devils de Hambourg, des tenants du titre du Rhein Fire, ainsi que de la nouvelle équipe de la ligue, les Bravos de Madrid. Concernant leurs matchs inter-conférence, les Mousquetaires affronteront le Thunder de Berlin en aller-retour.
La saison 2024 marque un tournant majeur pour la franchise puisque leurs matchs seront diffusés en direct au niveau national sur Bein Sports.
Lors de l'intersaison 2023-2024, les mousquetaires frappent fort en signant plusieurs joueurs français qui évoluaient l'année passée dans d'autres équipes de l'ELF, à l'instar de Macéo Beard-Aigret et Thomas Fileccia, qui évoluaient respectivement en 2023 au Helvetic Guards (en) et au Milano Seamen,. Thomas Fileccia y retrouve ainsi son coéquipier Lewis Thomas, avec qui il évoluait à Milan. L'équipe signe aussi Jordan Avissey, defensive lineman français ayant joué au niveau universitaire pour les Bulls de Bufalo (NCAA Div. I FBS) et les Wildcats de Bethune-Cookman (NCAA Div. FCS). Le transfert le plus important est néanmoins celui du wide receiver Anthony Mahoungou, champion ELF 2023 avec le Rhein Fire, annoncé et présenté avec les nouvelles recrues lors d'une conférence de presse diffusée en direct sur les réseaux sociaux de l'équipe. L'équipe fait preuve d'une certaine continuité en prolongeant le 24 décembre Zach Edwards, quarterback de l'équipe en 2023.
L'équipe profite également de l'intersaison pour créer son équipe de cheerleading afin d'animer les matchs à partir de la saison 2024.
Avec un bilan de 10 victoires et 2 défaites en saison régulière,, les mousquetaires accèdent aux playoffs de la ELF pour la première fois de leur histoire. Ils rencontrent le 31 août 2024 lors du tour de wild card, les Munich Ravens (9 victoires pour 3 défaites). En raison des jeux jeux paralympiques se déroulant à la même période à Paris, le match se joue au stade du Hainaut de Valenciennes. Les Mousquetaires remportent le match 40 à 37 mais sont ensuite battus en demi-finale 31 à 47 le 7 septembre 2024 par les Vikings de Vienne au Generali Arena de Vienne.

### Saison 2025
En amont du début de la saison, de gros changements sont annoncés au sein de la franchise. De nombreux joueurs ont pris leur retraite du football américain professionnel dont Dauson Dales, leader de l'équipe en nombre de plaquages. C'est également lors de cet intersaison que l'entraineur principal Marc Mattioli, décide de quitter Paris pour devenir coordinateur défensif des Owls de Kennesaw State  jouant au sein de la NCAA Division I FBS. Ce dernier est remplacé courant janvier par Jack Del Rio, ancien joueur et entraîneur dans la NFL pendant plus de 30 ans,. Le quarterback Zach Edwards ayant décidé d'effectuer une pause au niveau du football amaricain, les Mousquetaires le remplacent par Jaylon Henderson arrivant des Royals de Potsdam (en), champions lors des deux dernières saisons de la German Football League
Après avoir annoncé début mars qu'elle disputerait ses matchs à domicile au Stade Bauer, la franchise déclare finalement fin avril qu'elle évoluera désormais au stade Robert-Bobin de Bondoufle.

## Saison par saison
| Saison | Saison régulière | Saison régulière | Saison régulière | Saison régulière | Saison régulière | Saison régulière | Saison régulière | Saison régulière | Saison régulière    | Phase finale |
| ------ | ---------------- | ---------------- | ---------------- | ---------------- | ---------------- | ---------------- | ---------------- | ---------------- | ------------------- | --- |
| Saison | Nb               | V                | D                | N                | %                | +                | -                | ≠                | Classement          | Phase finale |
| 2023   | 12               | 6                | 6                | 0                | 50,0             | 320              | 277              | + 043            | 3e conférence ouest | Non qualifié |
| 2024   | 12               | 10               | 2                | 0                | 83,3             | 407              | 242              | + 165            | 2e conférence ouest | Victoire, 40 à 37 en wild card contre les Ravens de Munich Défaite 31 à 47 en ½ finale contre les Vikings de Vienne |
| 2025   | 2                | 1                | 1                | 0                | 50,0             | 21               | 17               | +4               | 1er division ouest  | Saison en cours |
| Totaux | 26               | 17               | 9                | 0                | 65,4             | 748              | 536              | + 212            | -                   | 1 participation, 0 titre                                                                                            |

## Bilan entraîneurs
| Saison        | Période     | Résultats | Résultats | Résultats | Résultats |
| ------------- | ----------- | --------- | --------- | --------- | --------- |
| Saison        | Période     | V         | D         | N         | %         |
| Marc Mattioli | 2023 - 2024 | 17        | 9         | 0         | 65,4      |
| Jack Del Rio  | 2025 -      | En cours  | En cours  | En cours  | En cours  |
| Totaux        |             | 17        | 9         | 0         | 65,4      |

## Identité visuelle

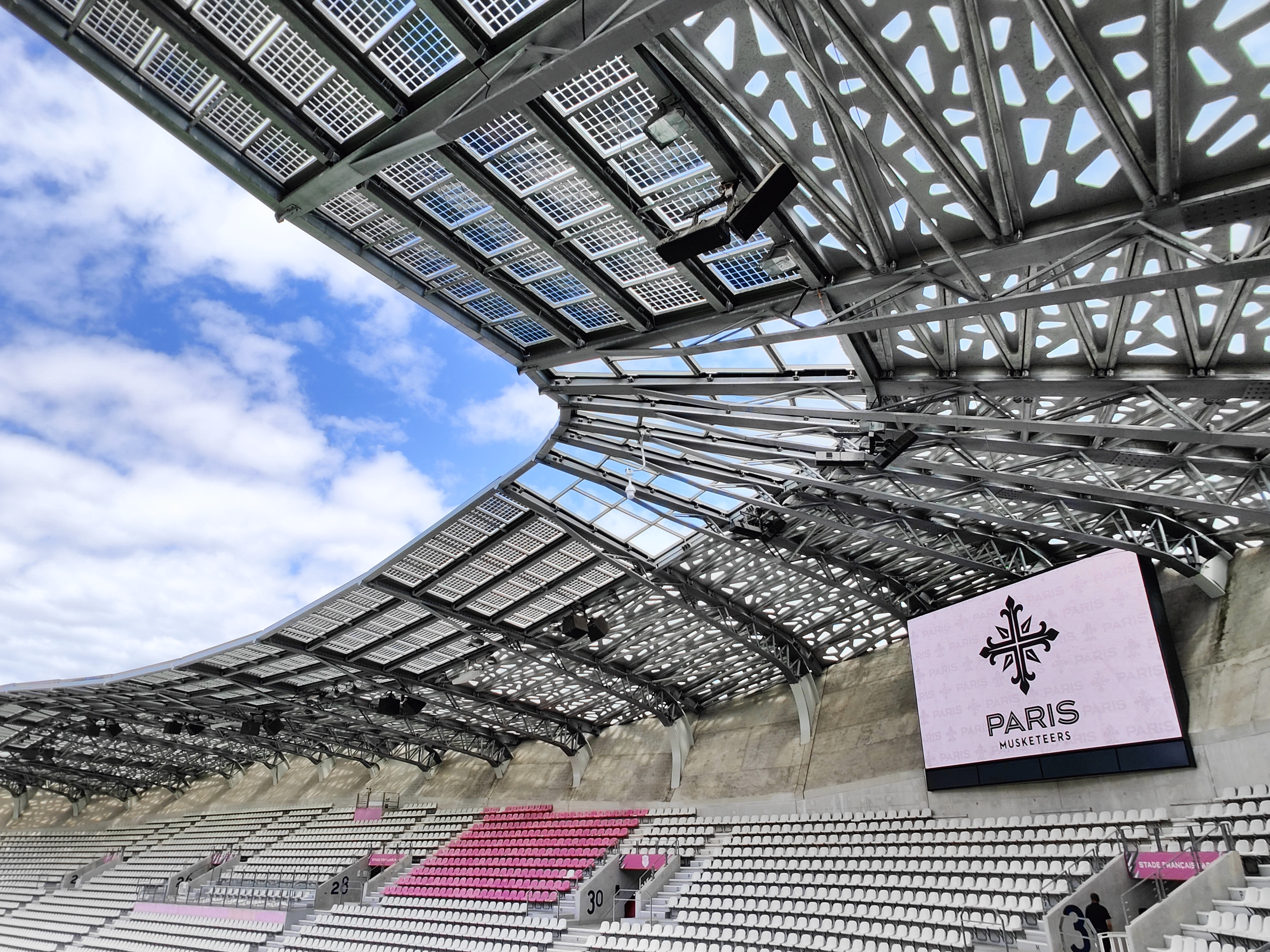
Logo.
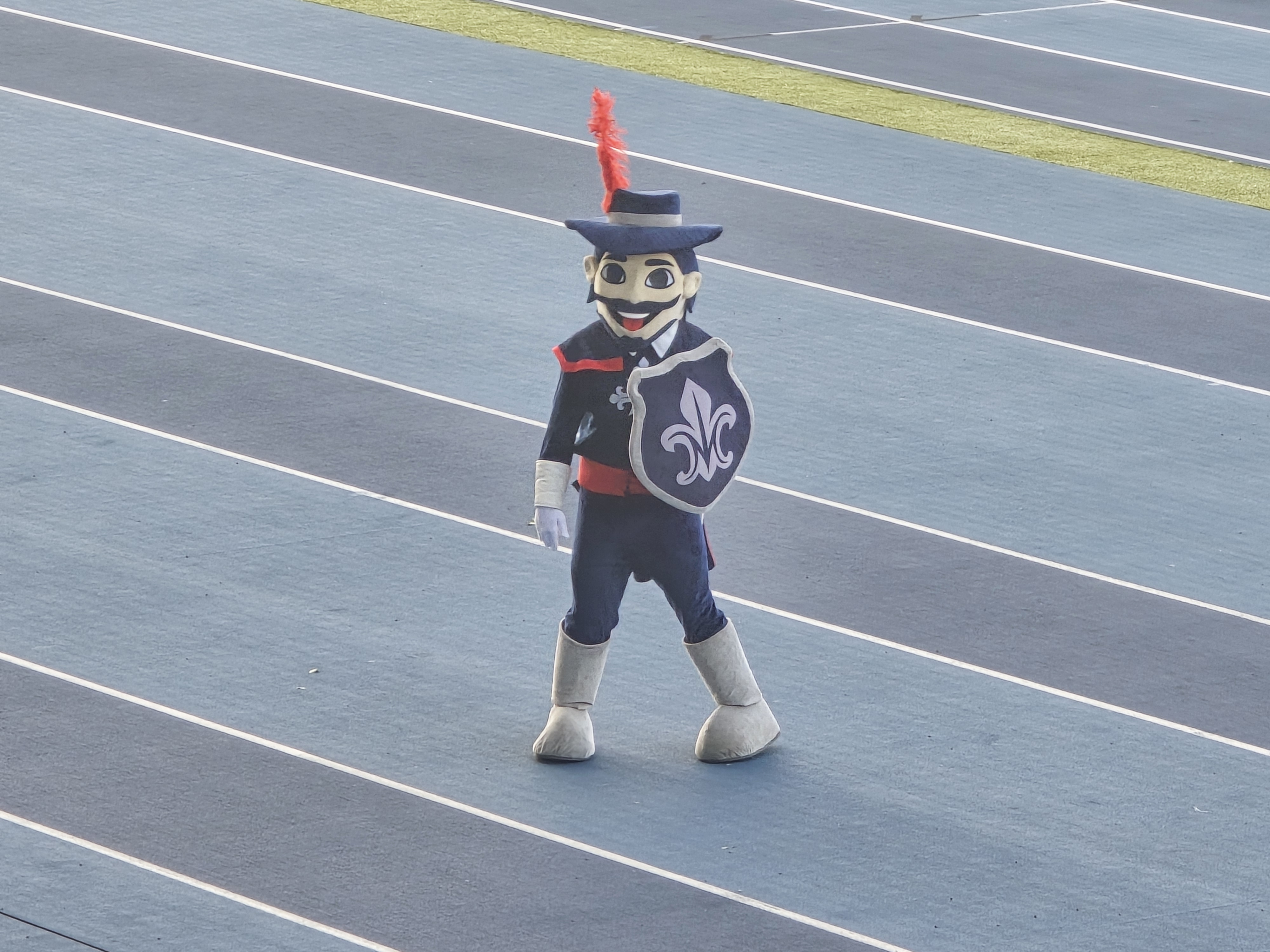
Mascotte.
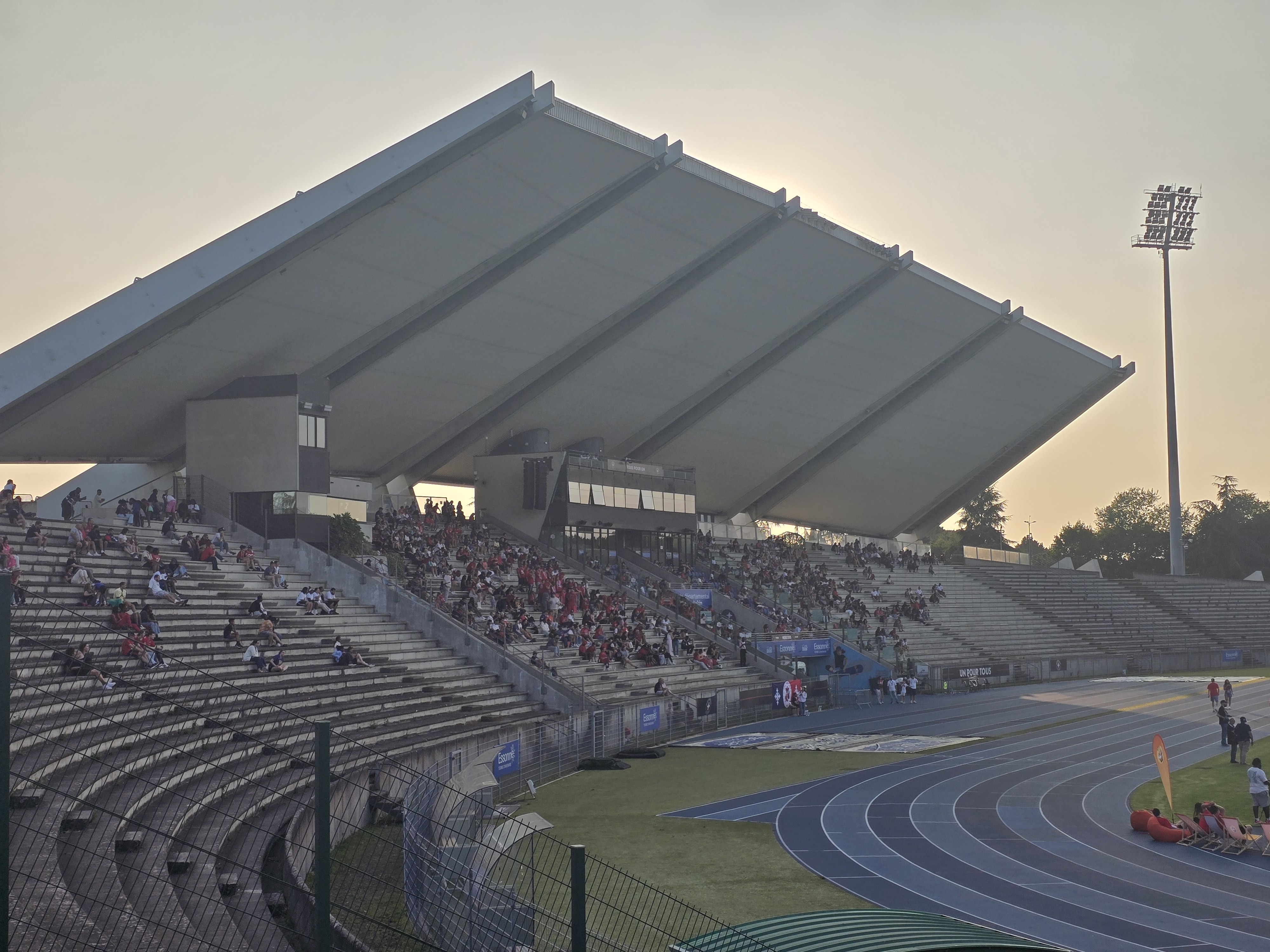
Tribune du stade Robert-Bobin de Bondoufle.
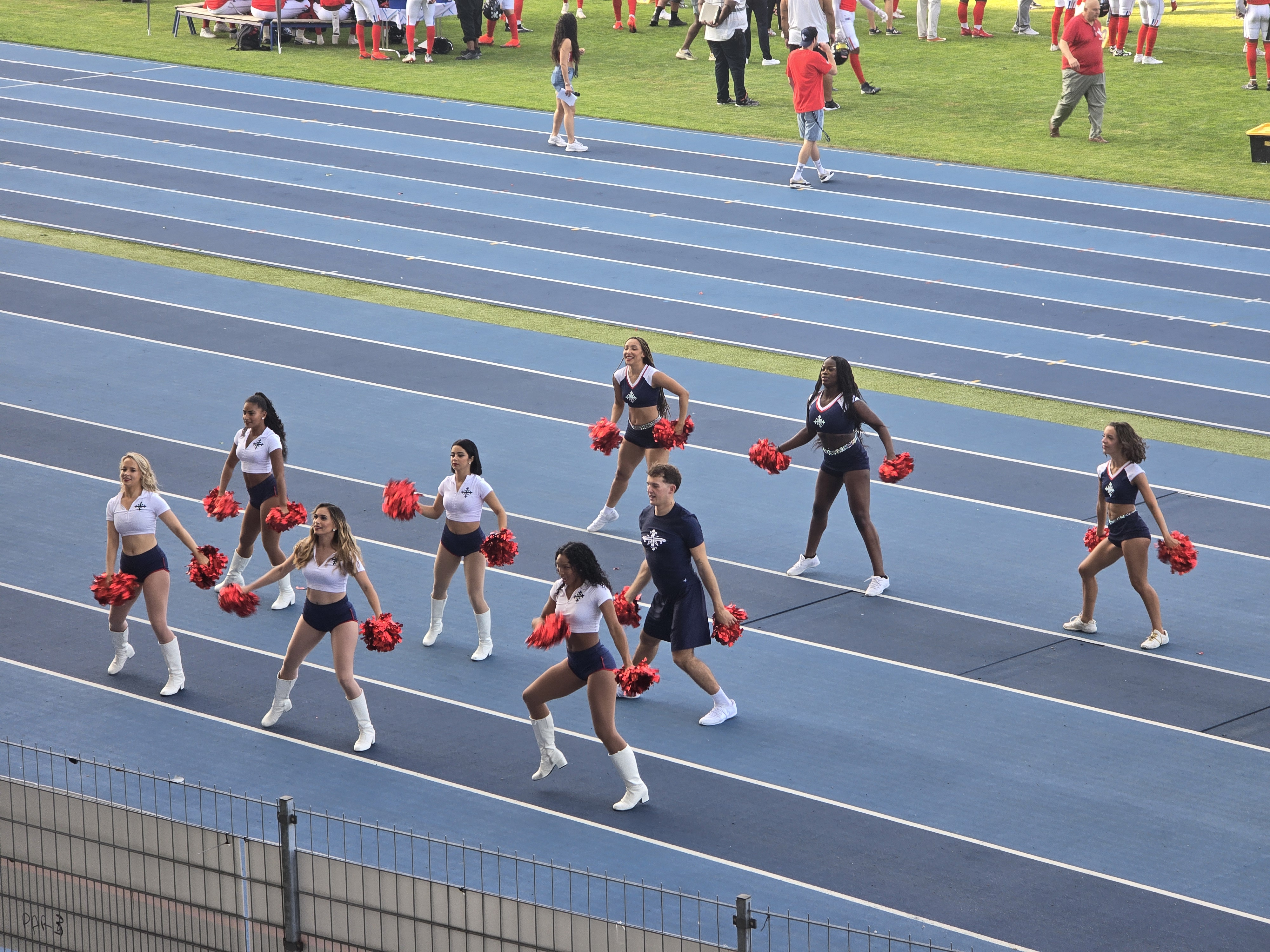
L'équipe de cheerleading.

## Galerie

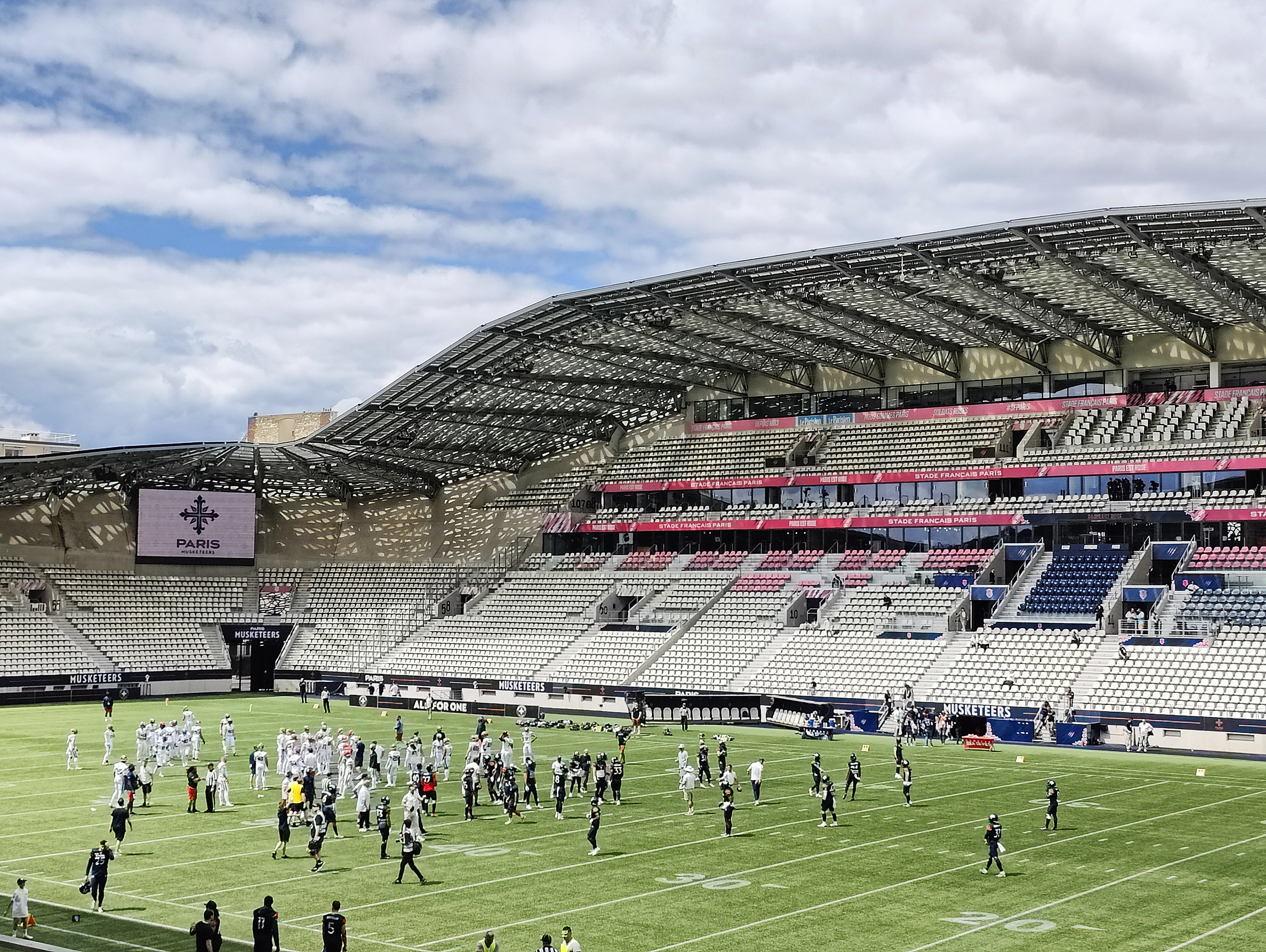
Match du 1er juillet 2023 contre les Sea Devils d'Hambourg.
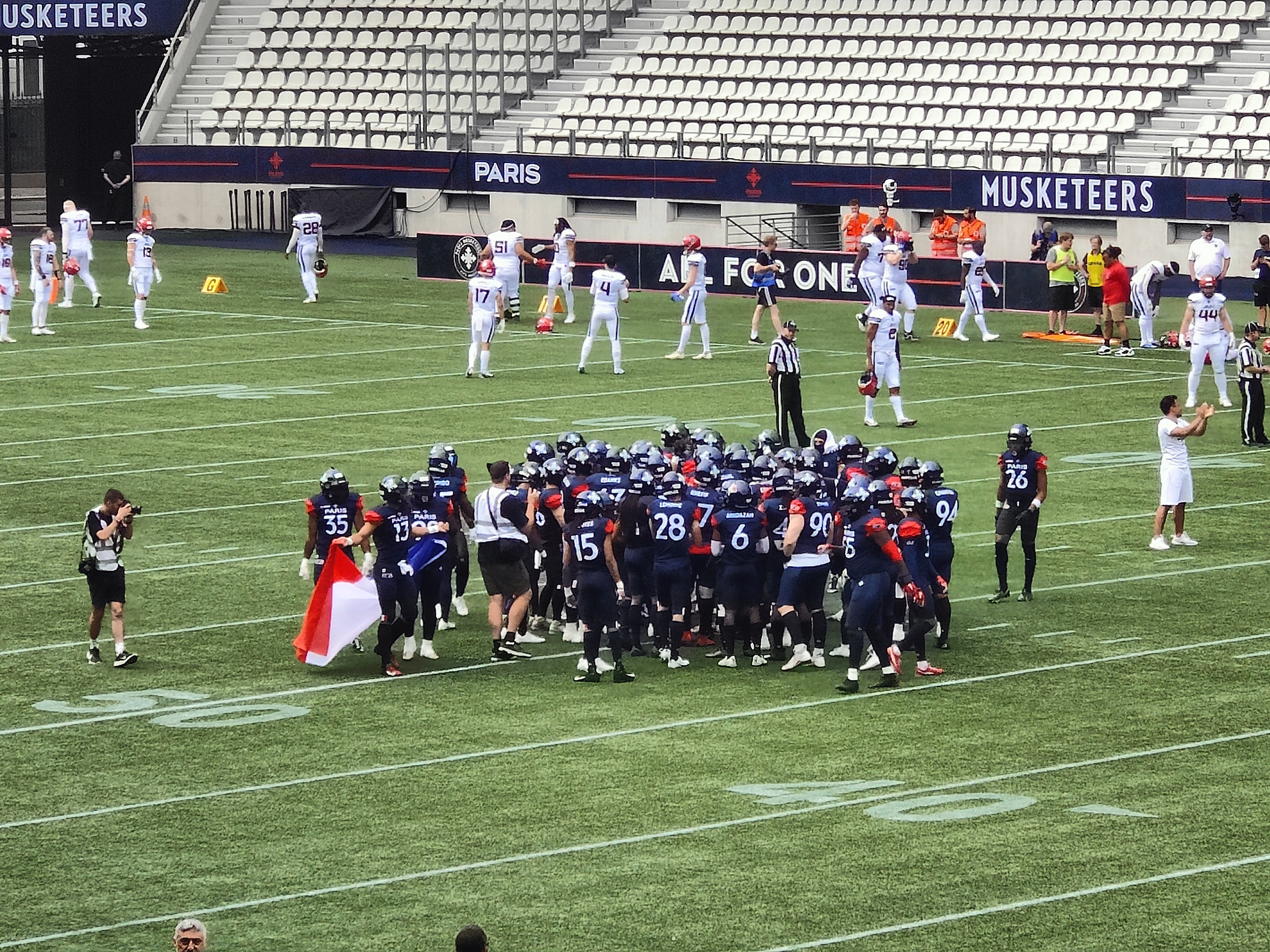
Idem.
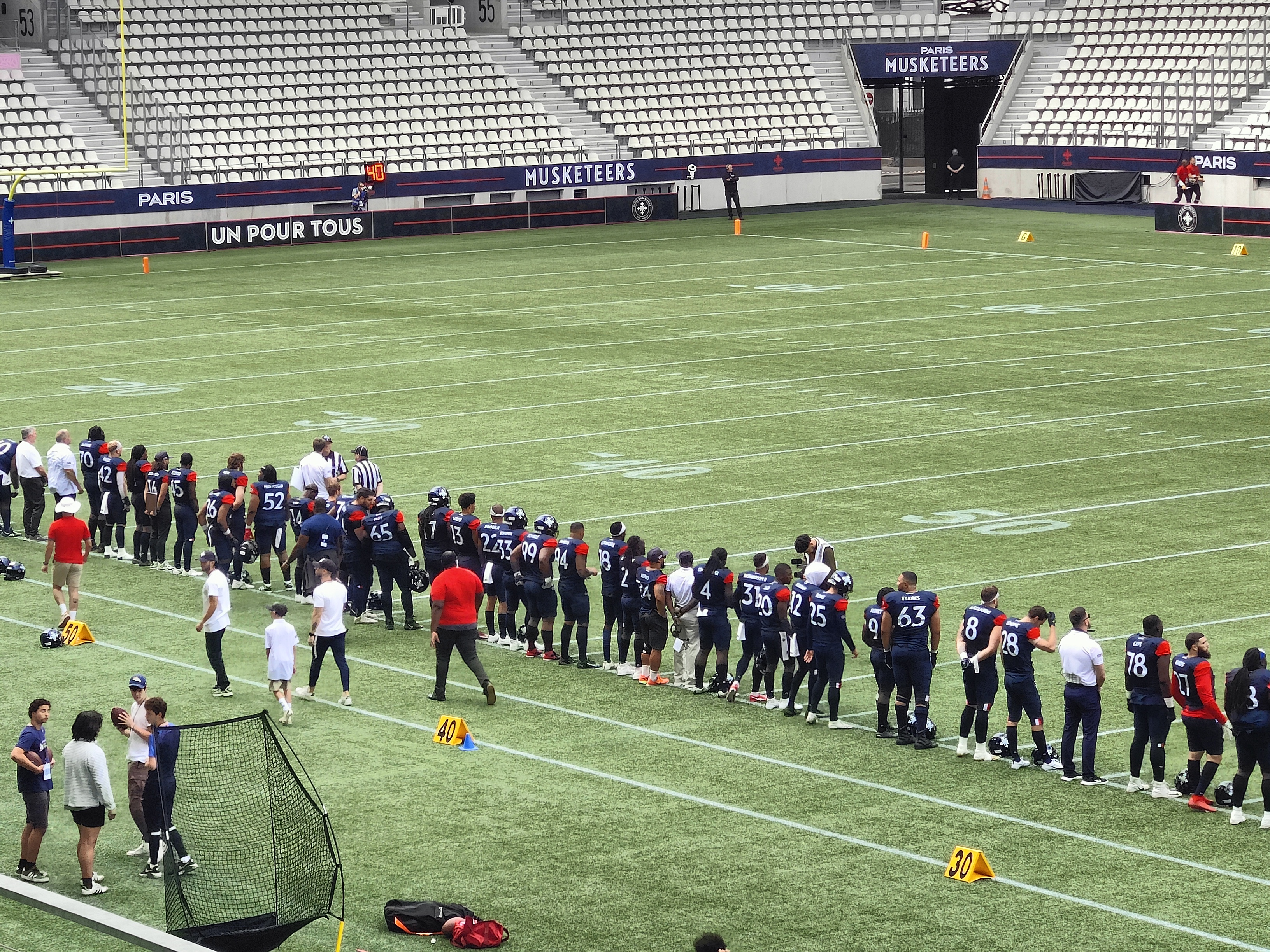
Idem.
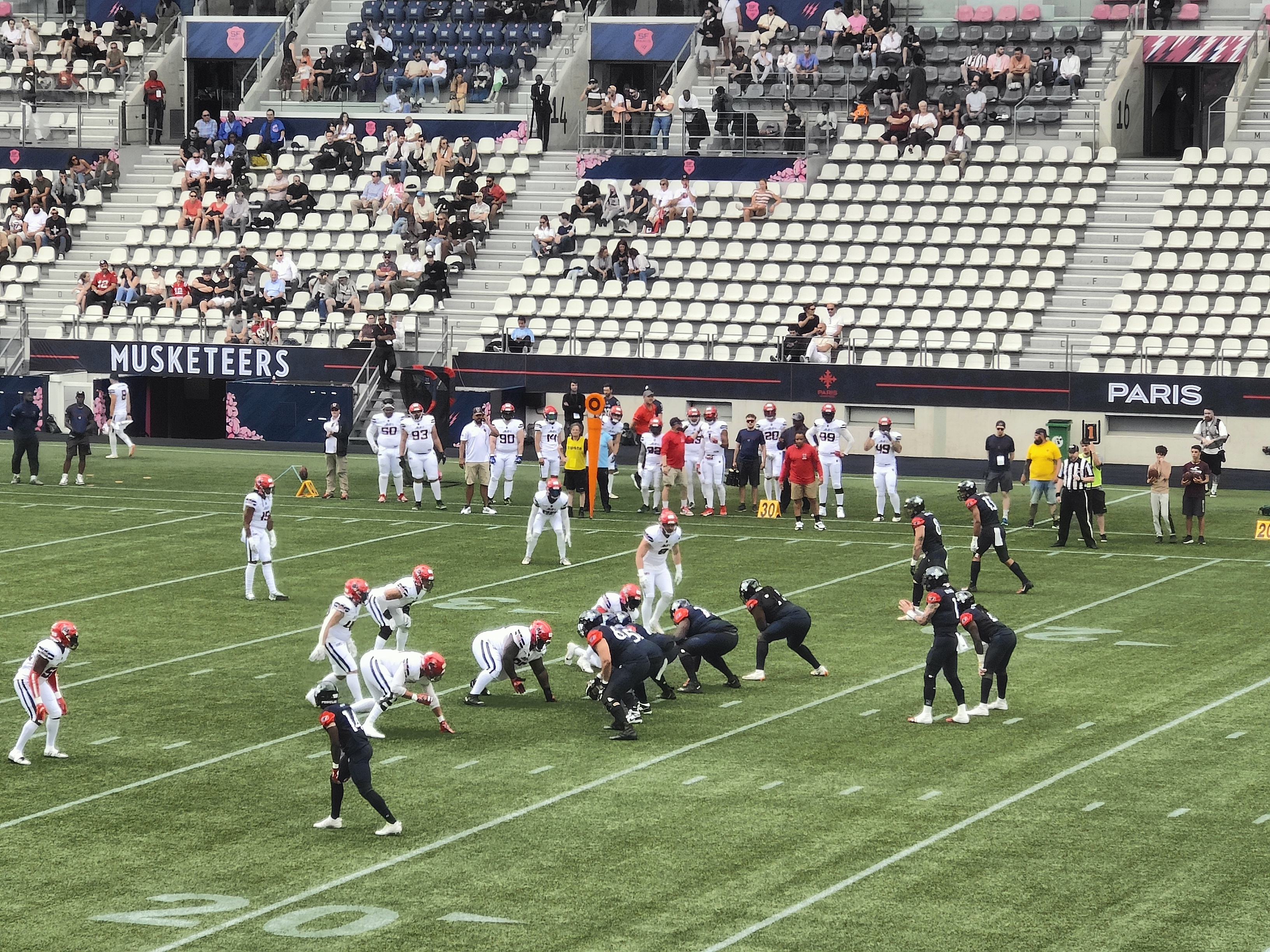
Idem.
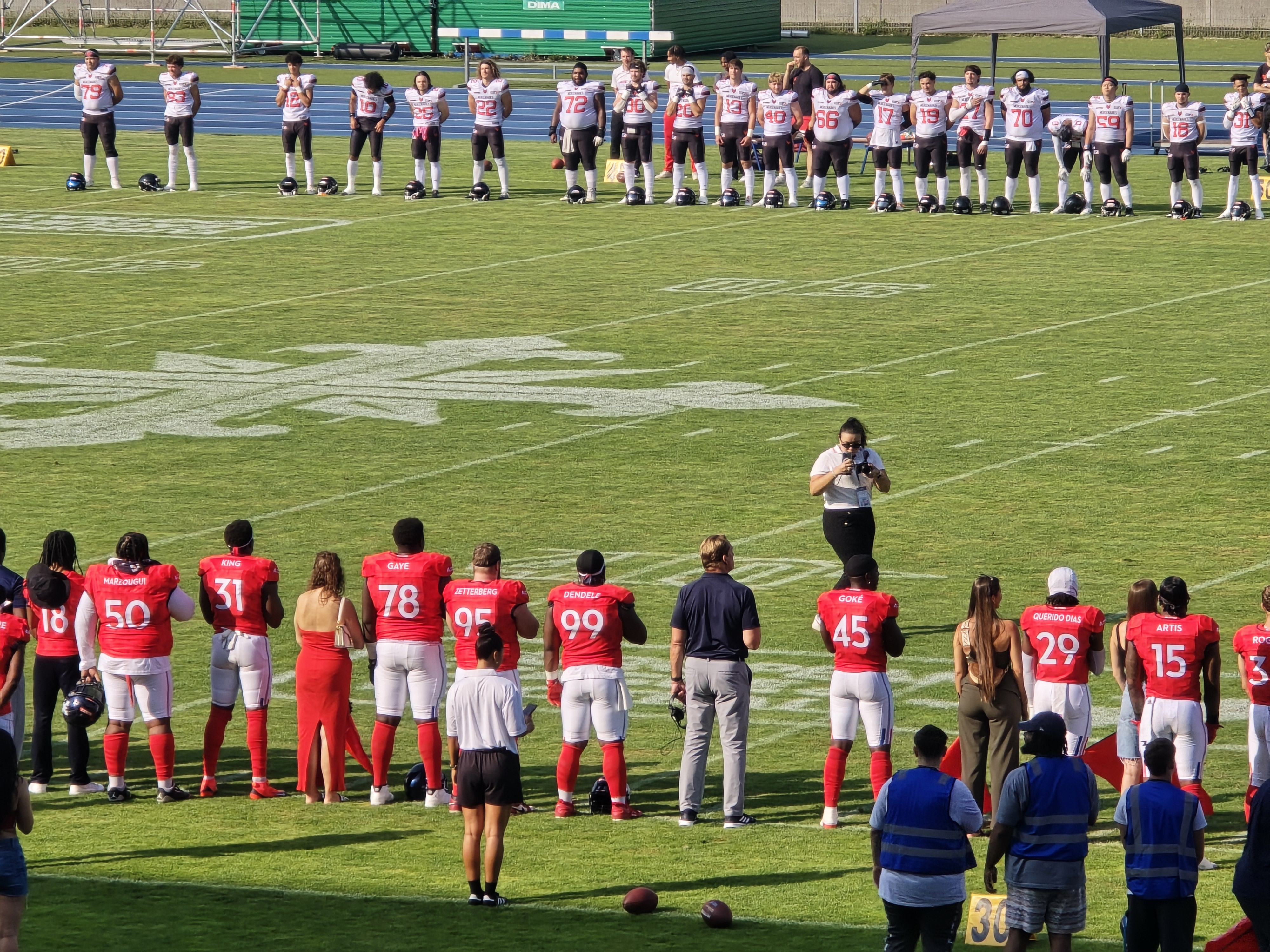
L'entraîneur Jack Del Rio le 9 août 2025 (au centre) contre les Helvetic Mercenaries.
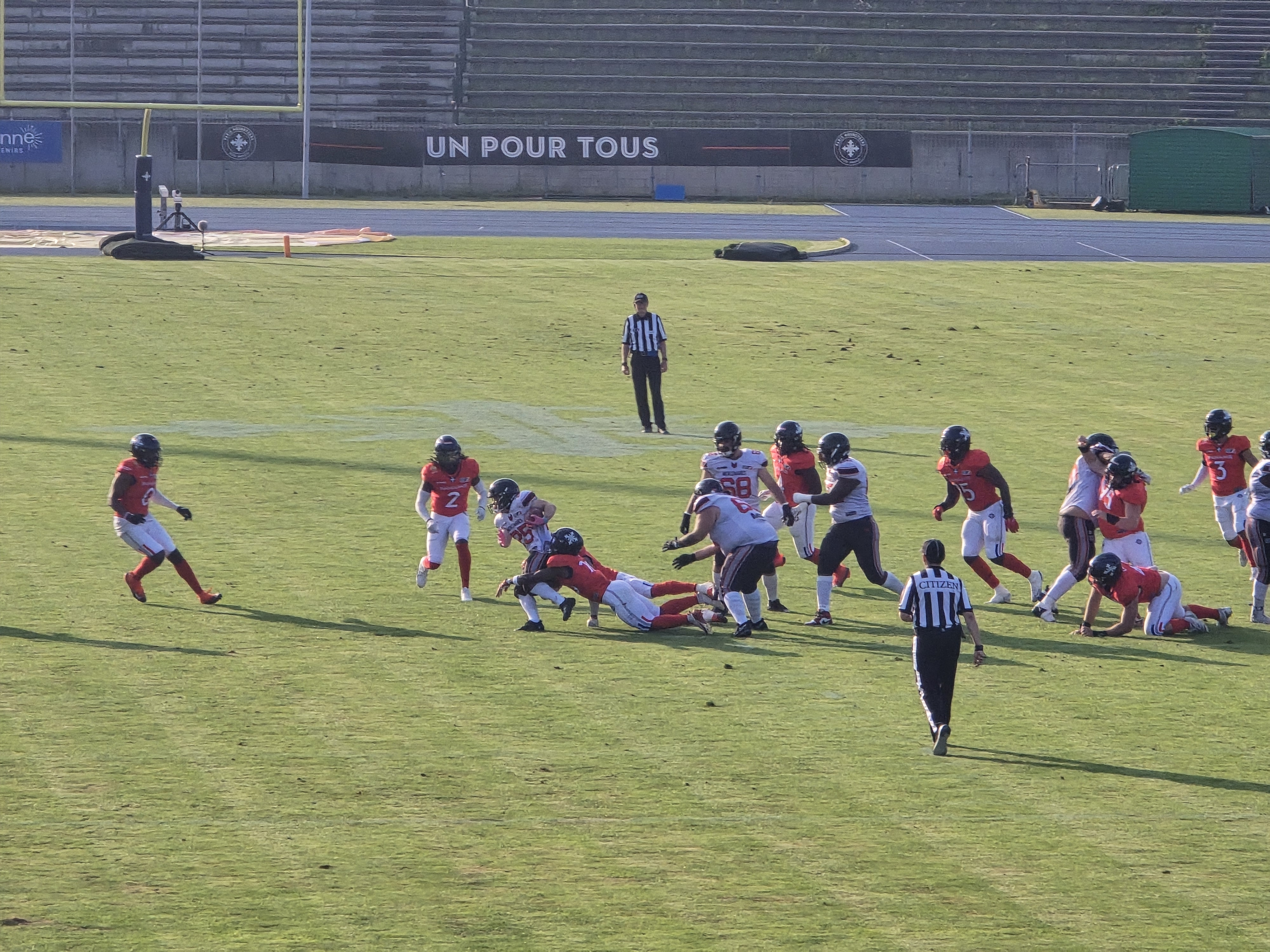
Match du 9 août 2025 contre les Helvetic Mercenaries.
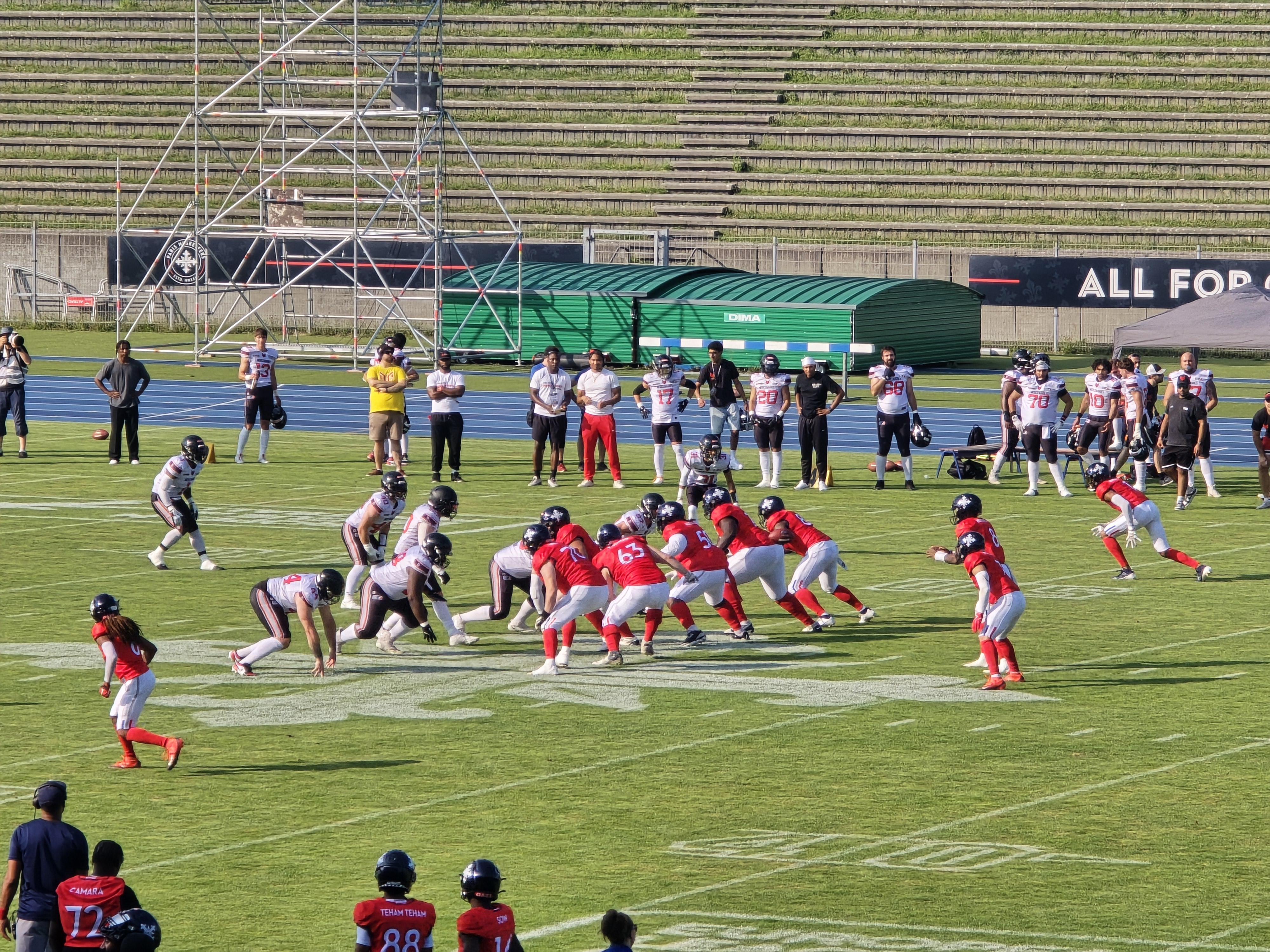
Idem.
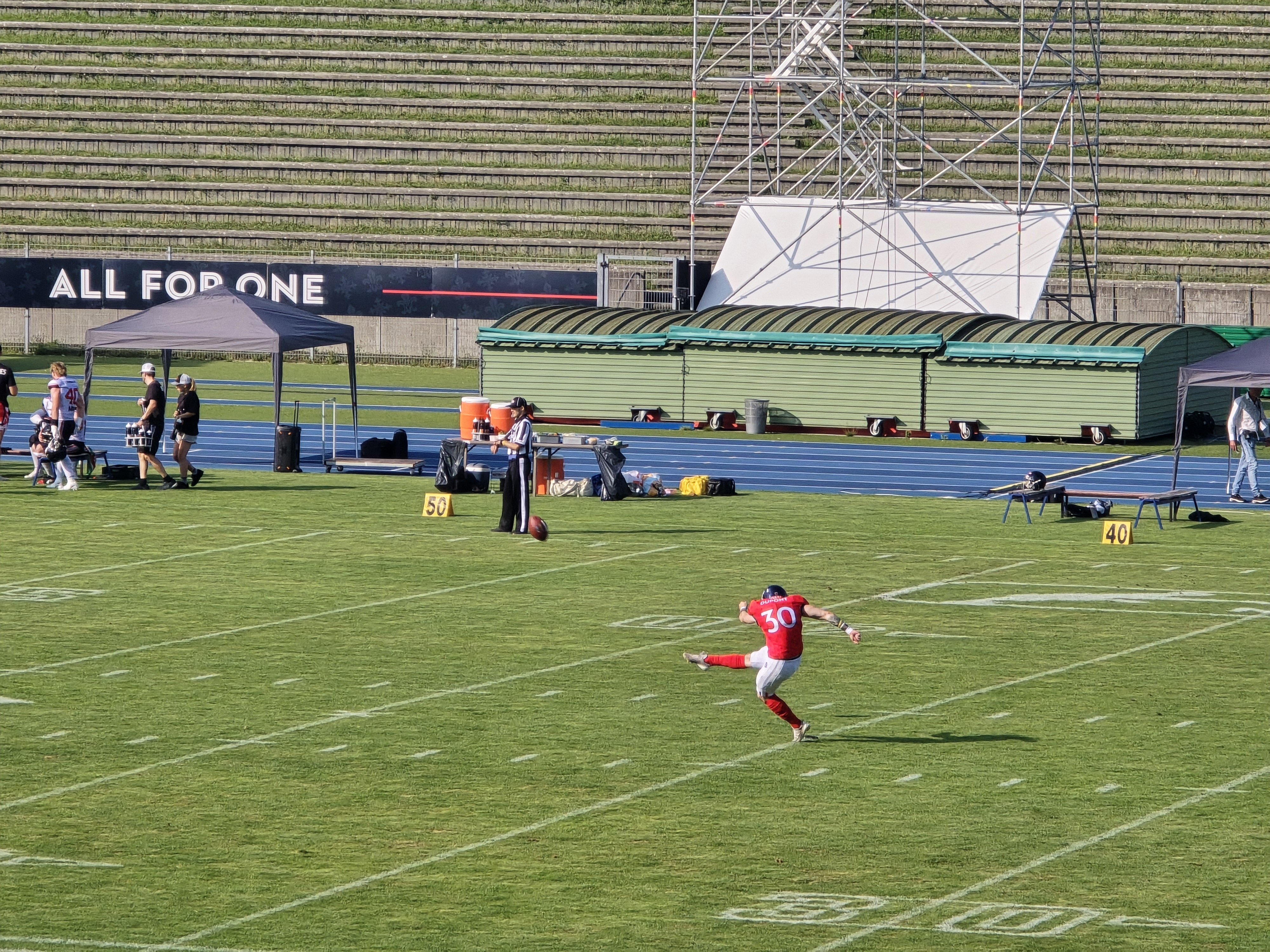
Le kicker Mathys Dupont au kick-off du même match.